# 6월 14일
6월 14일은 그레고리력으로 165번째(윤년일 경우 166번째) 날에 해당한다.

## 사건
- 1381년 - 영국의 리처드 2세가 농민반란의 지도자들을 만나다.
- 1775년 - 미군 창설.
- 1777년 - 벳시 로스의 도안인 초기 미국의 국기가 2차 필라델피아 대륙 회의에서 채택됨.[1]
- 1800년 - 마렝고 전투-나폴레옹 보나파르트가 오스트리아군을 격파하다.
- 1907년 - 노르웨이가 여성의 참정권을 인정하다.
- 1909년 - 소네 아라스케가 제2대 한국통감에 취임했다.
- 1950년 - 대한민국 유네스코 가입.
- 1951년 - 미국 인구 통계청에 UNIVAC I 도입.
- 1982년 - 포클랜드 전쟁이 끝나다.
- 1993년 - 서울특별시에서 한강 영화촬영 헬기 추락 사고 발생
- 2013년 - 하산 로하니가 이란의 대통령으로 선출되다.
- 2017년 - 영국 런던의 24층 임대아파트 그렌펠 타워 화재로 다수의 사상자가 발생하다.

## 문화
- 2002년 - 대한민국이 2002년 FIFA 월드컵 예선에서 D조 1위를 차지해 월드컵 출전 48년 만에 처음으로 16강 진출.
- 2009년 -
  - 브라질 상파울루에서 제13회 동성애자 축제에 350만명이 참가해 열렸다.
  - 일본 나고야 인근의 고마키 파크 아레나에서 열린 제1회 동아시아 남자농구선수권대회에서 대한민국 대표팀(허재 감독)이 일본(홈팀)과의 경기에서 68대 58로 우승했다.
  - 로스앤젤레스 레이커스가 올랜도 매직과의 미국 농구 협회 경기 결승에서 4승 1패로 우승했다. 팀 통산 15번째 우승이다.
- 2010년 -
  - SM엔터테인먼트 소속 그룹 f(x), 정규 1집 리패키지 "Hot Summer" 발매.
  - 일본 소행성 탐사선 하야부사에서 분리된 캡슐이 7년 1개월만에 오스트레일리아 남쪽 사막 지역에 착륙하다.
- 2013년 - 한국프로야구 삼성 라이온즈의 이승엽이 NC 다이노스와의 경기에서 350호 만루홈런을 날렸다.

## 탄생
- 1602년 - 이탈리아의 추기경, 정치인 쥘 마자랭. (~1661년)
- 1708년 - 모리오카번의 제7대 번주인 난부 도시미. (~1752년)
- 1736년 - 프랑스의 과학자 샤를 드 쿨롱. (~1806년)
- 1770년 - 조선의 문신, 시인, 외교관, 역사가 이현상. (~1822년)
- 1811년 - 미국의 작가 해리엇 비처 스토. (~1896년)
- 1856년 - 러시아의 수학자 안드레이 마르코프. (~1922년)
- 1868년 - 오스트리아의 병리학자, 생화학자 카를 란트슈타이너. (~1943년)
- 1870년 - 그리스의 왕비 조피 폰 프로이센 왕녀. (~1932년)
- 1894년 - 룩셈부르크 여대공 마리아델라이드. (~1924년)
- 1899년 - 일본의 작가, 소설가 가와바타 야스나리. (~1972년)
- 1903년 - 미국의 수학자 알론조 처치. (~1995년)
- 1908년 - 대한민국의 정치인 김지태. (~1982년)
- 1911년 - 나치 독일의 게슈타포 및 SS 보안방첩부의 수장 라인하르트 하이드리히의 부인 리나 하이드리히. (~1985년)
- 1917년 - 노르웨이의 수학자 아틀레 셀베르그. (~2007년)
- 1919년 - 영국의 배우 준 스펜서. (~2024년)
- 1922년 - 대한민국의 언론인, 국회의원 최세경. (~1997년)
- 1925년 - 일본의 바둑 기사 후지사와 히데유키. (~2009년)
- 1928년 - 아르헨티나의 사회주의 혁명가 체 게바라. (~1967년)
- 1932년 - 대한민국의 불교 승려 지관. (~2012년)
- 1936년 - 대한민국의 군인, 정치인 권정달.
- 1939년 - 미국의 정치인 스테니 호이어.
- 1943년 - 대한민국의 성우, 배우 조명남.
- 1946년 - 미국의 제45대 대통령, 전 부동산업자 도널드 트럼프.
- 1947년 - 대한민국의 배우 홍순창.
- 1948년 - 대한민국의 동양철학자 김용옥.
- 1949년 - 잉글랜드의 음악가 앨런 화이트. (~2022년)
- 1951년 - 러시아의 영화 감독 알렉산드르 소쿠로프.
- 1954년 - 미국의 배우 윌 패튼.
- 1957년 - 미국의 소설가 모나 심프슨.
- 1958년
  - 대한민국의 정치인 성낙인.
  - 독일의 총리 올라프 숄츠.
  - 대한민국의 방송인 김흥수.
- 1959년 - 미국의 베이시스트, 작곡가, 음악 프로듀서 마커스 밀러.
- 1960년 - 일본의 정치인 나가쓰마 아키라.
- 1961년
  - 대한민국의 배우 정보석.
  - 영국의 싱어송라이터 보이 조지.
- 1965년
  - 대한민국의 가수 장혜진.
  - 대한민국의 야구 선수 고정식.
  - 대한민국의 축구 선수 윤상철.
- 1966년 - 대한민국의 희극인 오성우. (~2013년)
- 1967년 - 대한민국의 성우 전인배.
- 1968년
  - 대한민국의 정치인 이용주.
  - 대한민국의 골프 선수 최경주.
  - 미국의 배우, 스모 선수, 종합 격투기 선수 테일러 윌리. (~2024년)
  - 폴란드의 권투 선수 얀 디다크.(~2019년)
  - 프랑스의 배우, 영화감독, 각본가 줄리안 라삼. (~2002년)
- 1969년
  - 대한민국의 가수 김현철.
  - 미국의 성우 카일 에이베어.
  - 독일의 테니스 선수 슈테피 그라프.
- 1970년 - 대한민국의 배우 김나운.
- 1971년
  - 일본의 배우 겸 희극인 마에다 켄.
  - 일본의 야구 선수 마에다 도모노리.
- 1972년 - 대한민국의 배우 장진영. (~2009년)
- 1975년 - 대한민국의 배우 서린.
- 1976년
  - 대한민국의 배우 박해준.
  - 일본의 성우 미즈시마 타카히로.
- 1977년
  - 대한민국의 배우 홍수민.
  - 대한민국의 만화가 임달영.
- 1978년
  - 대한민국의 배우 이지은.
  - 중화민국의 가수, 모델, 배우 쉬시디.
- 1981년 - 대한민국의 뮤지컬 배우 박은태.
- 1982년
  - 대한민국의 배우 서재경.
  - 중국의 피아니스트 랑랑.
- 1983년
  - 일본의 배우 벳푸 아유미.
  - 일본의 배우 아라키 히로후미.
  - 프랑스의 배우 루이 가렐.
- 1984년
  - 대한민국의 야구 선수 나주환.
  - 대한민국의 배우 이인.
  - 대한민국의 희극인 김성원.
- 1985년 - 중화인민공화국의 전 태권도 선수 주궈.
- 1986년 - 브라질의 배우 클레베르 톨레두.
- 1988년 - 브라질의 축구 선수 파울리뉴.
- 1989년
  - 미국의 배우, 가수 루시 헤일.
  - 일본의 축구 선수 가토 고헤이.
- 1990년
  - 독일의 펜싱 선수 베네딕트 바그너.
  - 대한민국의 가수 이슬.
- 1991년
  - 그리스의 축구 선수 코스타스 마놀라스.
  - 대한민국의 배우 송다은.
  - 리투아니아의 역도 선수 아우리마스 디지발리스.
  - 잉글랜드의 가수 제시 넬슨.
  - 스페인의 축구 선수 마르틴 몬토야.
- 1992년
  - 대한민국의 배우 박신아.
  - 대한민국의 래퍼 노스페이스갓.
- 1993년 - 대한민국의 가수 남궁원.
- 1994년
  - 대한민국의 가수 태일 (NCT).
  - 대한민국의 배드민턴 선수 이소희.
  - 대한민국의 야구 선수 한선태.
  - 일본의 펜싱 선수 야마다 마사루.
- 1995년 - 대한민국의 가수 최찬이 (더 맨 블랙).
- 1996년
  - 대한민국의 가수 유나.
  - 중화인민공화국의 바둑 기사 가오싱.
- 1997년
  - 인도의 배우 샤르바리 와그.
  - 일본의 싱어송라이터, 음악가 후지이 카제.
- 1998년
  - 대한민국의 바둑 기사 박건호.
  - 일본의 배우 나카가와 타이시.
- 1999년
  - 대만의 가수 쯔위 (트와이스).
  - 대한민국의 스피드 스케이팅 선수 김민석.
  - 대한민국의 야구 선수 김유신.
  - 일본의 아이돌 오자키 타쿠미.
- 2000년
  - 대한민국의 배우 남대정.
  - 대한민국의 야구 선수 김창평.
- 2001년 - 대한민국의 가수 숨비.
- 2003년
  - 대한민국의 가수 세은 (스테이씨).
  - 대한민국의 야구 선수 김세민.
- 2004년 - 대한민국의 가수 키조.
- 2013년 - 대한민국의 아역 배우 유준후.

### 미상
- 대한민국의 가수 김원종. (메이트리)

## 사망
- 918년 - 후고구려의 군주 궁예. (869년~)
- 1692년 - 조선의 소설가 김만중. (1637년~)
- 1920년 - 독일의 사회경제학자 막스 베버. (1864년~)
- 1944년 - 나치 독일의 군인 프리츠 비트. (1908년~)
- 1946년 - 영국의 발명가 존 로지 베어드. (1888년~)
- 1967년 - 미국의 체육 선수 에디 이건. (1897년~)
- 1986년
  - 아르헨티나 작가, 소설가, 수필가, 시인 호르헤 루이스 보르헤스. (1899년~)
  - 대한민국의 건축가 김수근. (1931년~)
- 1991년 - 영국의 배우 페기 애시크로프트. (1907년~)
- 1995년 - 미국의 환상소설가·과학소설가 로저 젤라즈니. (1937년~)
- 1996년 - 미국의 재즈 가수 엘라 피츠제럴드. (1917년~)
- 2007년 - 유엔의 제4대 사무총장이자 오스트리아의 제9대 대통령 쿠르트 발트하임. (1918년~)
- 2015년 - 중화인민공화국의 정치인 차오스. (1924년~)
- 2016년 - 대한민국의 정치인 이형우. (1921년~)
- 2019년 - 폴란드의 권투 선수 얀 디다크. (1968년~)
- 2020년 - 인도의 영화배우 수샨트 싱 라즈풋. (1986년~)
- 2021년 - 니카라과의 제57대 대통령 엔리케 볼라뇨스. (1928년~)
- 2025년
  - 미국의 정치인 멜리사 호트먼. (1970년~)
  - 니카라과의 제55대 대통령 비올레타 차모로. (1929년~)

## 기념일
- 국기의 날(Flag Day): 미국
- 세계 헌혈자의 날(World Blood Donor Day)

## 같이 보기
- 전날: 6월 13일 다음날: 6월 15일 - 전달: 5월 14일 다음달: 7월 14일
- 음력: 6월 14일
- 모두 보기